# Hookeria vesiculosa
Hookeria vesiculosa là một loài Rêu trong họ Hookeriaceae. Loài này được (Brid.) Müll. Hal. mô tả khoa học đầu tiên năm 1851.